# Arthur Andrews (cầu thủ bóng đá, sinh năm 1903)
Arthur Andrews (12 tháng 1 năm 1903 – 1971) là một cầu thủ bóng đá người Anh thi đấu cho Sunderland ở vị trí hậu vệ.
Khởi đầu ở Durham City, ông ra mắt cho Sunderland vào ngày 9 tháng 12 năm 1922 trước Everton trong trận hòa 1–1 trên sân Goodison Park. Andrews thi đấu cho Sunderland từ 1922 đến 1931 và có tổng cộng 227 lần ra sân, ghi 2 bàn thắng.
Sau đó ông thi đấu cho Blyth Spartans.